# Atractus crassicaudatus
Espèce
Synonymes
- Rhabdosoma crassicaudatum 
Duméril, Bibron & Duméril, 1854
- Atractus fuhrmanni Peracca, 1912
- Atractus colombianus Prado, 1940
- Atractus longimaculatus Prado, 1940

Statut de conservation UICN

 LC  : Préoccupation mineure
Atractus crassicaudatus est une espèce de serpents de la famille des Dipsadidae.

## Répartition
Cette espèce est endémique de Colombie.
Sa présence au Panama est incertaine.

## Publication originale
- Duméril, Bibron & Duméril, 1854 : Erpétologie générale ou histoire naturelle complète des reptiles. Tome septième. Première partie, p. 1-780 (texte intégral).